# Mark Scherenberg
Mark Scherenberg (Aquisgrana, 24 ottobre 1987) è un giocatore di football americano tedesco che gioca come safety.

## Palmarès
- 1 Europeo (2014)
- 1 German Bowl (Schwäbisch Hall Unicorns, 2017)